# Calyptranthes krugioides
Calyptranthes krugioides är en myrtenväxtart som beskrevs av Mcvaugh. Calyptranthes krugioides ingår i släktet Calyptranthes och familjen myrtenväxter. Inga underarter finns listade i Catalogue of Life.